# Pearung
Pearung is een bestuurslaag in het regentschap Humbang Hasundutan van de provincie Noord-Sumatra, Indonesië. Pearung telt 917 inwoners (volkstelling 2010).